# WCPO-TV
WCPO-TV es una estación de televisión ubicada en Cincinnati, Ohio, Estados Unidos, la cual está afiliada con la cadena ABC. Transmite en el canal análogo 9 y el canal digital 10. Los estudios de WCPO están ubicados en el vecindario de Mount Adams en Cincinnati, a las afueras de Eden Park. Su planta transmisora está ubicada en Symmes Street, al sur de East McMillan Street, en Cincinnati. 
La estación actualmente es la estación base de The E. W. Scripps Company, la cual antes poseía el ya desaparecido periódico Cincinnati Post (el cual cesó su publicación a finales de 2007).

## Historia
La estación salió al aire por primera vez el 26 de julio de 1949 como la tercera televisora de Cincinnati. La sigla proviene del periódico que poseía la compañía: W Cincinnati POst. Esta compañía también poseía la radioemisora WCPO, la primera estación en la ciudad en tener el formato de rock y canciones del Top 40 (AM 1230, actualmente WDBZ; y 105.1 FM, actualmente WUBE). Originalmente en el canal 7, se trasladó al canal 9 en 1952.
La estación era originalmente una afiliada a ABC, y además poseía una afiliación secundaria con DuMont Television Network. Con el cese de transmisiones de DuMont en 1956, WCPO mantuvo su afiliación con ABC hasta que intercambió afiliaciones con WKRC-TV en 1961, convirtiéndose en afiliada a CBS. Esto se debió a las relaciones que poseía Taft Broadcasting (empresa dueña de WKRC-TV) con ABC.
En 1994, Scripps y ABC anunció un acuerdo de afiliación, con el cual cuatro de las estaciones de Scripps serían afiliadas a ABC. WCPO estaba incluida en el acuerdo, y WKRC volvió a estar afiliada con CBS.
En los últimos años, WCPO y WKRC han luchado entre sí por el liderato en las mediciones locales de audiencia, mientras que WLWT (afiliada a NBC) se ha mantenido entre el tercer y cuarto lugar.
WCPO producía The Uncle Al Show, un programa infantil que se emitía desde inicios de los años 50 hasta mediados de los 80. Comenzando a inicios de los 60, WCPO era el líder indiscutido en los noticieros locales, liderados por el presentador y director de prensa, Al Schottelkotte, y se mantuvo en tal condición por más de 20 años.

### El secuestro de 1980
En la mañana del 15 de octubre de 1980, WCPO y la mayoría de su equipo de prensa fue parte de la noticia cuando un terrorista tomó el control de la sala de prensa de WCPO.
James Hoskins, calificado de "extremista", encañonó a la reportera Elaine Green y su camarógrafo en el aparcamiento de los estudios de WCPO. Después de conducirlo hacia la sala de prensa, tomó siete rehenes más. Hoskins, quien se mencionaba a sí mismo como terrorista, señaló en una entrevista grabada con Green que él, entre otras cosas, había asesinado a su novia antes de llegar a los estudios de televisión. Después de señalar su desacuerdo con el gobierno local, Hoskins terminó diciendo que dejaría libres a sus rehenes, solo si lo ayudaban a hacer una barricada en la sala de prensa.
El equipo de prensa de WCPO emitió noticieros especiales desde el aparcamiento la mayor parte de esa mañana. Haciendo valer su palabra, Hoskins liberó a todos los rehenes, y todo concluyó esa mañana cuando Hoskins se disparó mientras negociaba al teléfono con los equipos de SWAT.
Green obtuvo un Premio Peabody por su manejo de la situación. Ella posteriormente se casó con el presentador y director de prensa, Al Schottelkotte. Los dos siguieron casados hasta su muerte en 1996.

## Televisión digital
La señal digital de la estación está multiplexada:
Canales digitales
| Canal virtual | Canal real | Programación                               |
| ------------- | ---------- | ------------------------------------------ |
| 9.1           | 10.1       | Programación principal de WCPO-TV / ABC HD |
| 9.2           | 10.2       | Weather Tracker                            |

El subcanal 9.2 emite el canal del tiempo local las 24 horas, con el nombre de Weather Tracker en varios sistemas de cable local.

### Noticieros en alta definición
WCPO lanzó su noticiero en alta definición el domingo 19 de agosto de 2007 a las 6:00 p. m. (hora del Este). Las mejoras introducidas a la estación incluyeron mejoras en las gráficas del tiempo, además de la adquisición de nuevas pantallas de televisión y equipos de transmisión en alta definición.

## Tiempo
Los pronosticadores de WCPO son el meteorólogo jefe, Steve Raleigh, y los meteorólogos Larry Handley, Steve Norris y Cyndee O'Quinn. Cincinnati siempre ha sido un "campo de batalla" por la cobertura del tiempo, especialmente desde el tornado que ocurrió en la zona el 9 de abril de 1999. WCPO denomina a su radar del tiempo como Ultimate Doppler 9, VIPIR 9, y TrueView. Su radal principal en Batavia es uno de los más rápidos del país, con actualizaciones cada diez segundos.
El 1 de julio de 2003, WCPO comenzó a operar un segundo radar Doppler en las afueras del Aeropuerto del Condado de Clermont, localizado en Batavia. En combinación con el radar ubicado en la torre de transmisión de WCPO, ambos son denominados como Ultimate Doppler Radar.
En julio de 2007, WCPO mostró su nueva capacidad de ubicar imágenes satelitales actuales (como por ejemplo las de Google Earth) y combinarlas con las de sus mapas topográficos. Esto ayuda a los meteorólogos de la estación, con lo cual pueden mostrar exactamente dónde está lloviendo, en relación con calles, edificios, y zonas en general, entregándole una gran exactitud.
El sistema TrueView permite mostrar información del tiempo a nivel local y nacional. Durante la entrega de información en tiempo real a nivel local, se utilizan los radares del Servicio Nacional de Meteorología ubicados en Wilmington, Ohio, Indianápolis, Indiana, y Louisville, Kentucky